# Bellevue (Teksas)
Bellevue – miasto w Stanach Zjednoczonych, w stanie Teksas, w hrabstwie Clay.